# Euagrotis
Euagrotis là một chi bướm đêm thuộc họ Noctuidae. Chi Euagrotis hiện được Don Lafontaine và đồng nghiệp coi là phân chi Anicla. Tất cả các loài Euagrotis đã được xếp sang Anicla.